# Acer oregonianum
Acer oregonianum é uma espécie de árvore do gênero Acer, pertencente à família Aceraceae.